# Brynjar Gunnarsson
Brynjar Gunnarsson (Reikiavik, Islandia, 16 de octubre de 1975) es un exfutbolista y entrenador islandés. Jugaba de centrocampista y desde 2018 entrena al HK Kópavogs.

## Selección nacional
Fue internacional con la selección de fútbol de Islandia en 74 ocasiones en las que anotó 4 goles.

## Clubes

### Como jugador
| Club                      | País       | Año       |
| ------------------------- | ---------- | --------- |
| KR Reykjavík              | Islandia   | 1995-1997 |
| Vålerenga                 | Noruega    | 1998      |
| Moss FK (cedido)          | Noruega    | 1998      |
| Örgryte IS                | Suecia     | 1999      |
| Stoke City F. C.          | Inglaterra | 1999-2003 |
| Nottingham Forest F. C.   | Inglaterra | 2003-2004 |
| Stoke City F. C. (cedido) | Inglaterra | 2004      |
| Watford F. C.             | Inglaterra | 2004-2005 |
| Reading F. C.             | Inglaterra | 2005-2013 |
| KR Reykjavík              | Islandia   | 2013      |

### Como entrenador
| Club        | País     | Año   |
| ----------- | -------- | ----- |
| HK Kópavogs | Islandia | 2018- |

## Palmarés

### Títulos nacionales
| Título                       | Club          | País       | Año  |
| ---------------------------- | ------------- | ---------- | ---- |
| Football League Championship | Reading F. C. | Inglaterra | 2012 |